# Пешенское
Пешенское — село Земетчинского района Пензенской области России, входит в состав Раевского сельсовета.

## География
Село расположено в 8 км на восток от центра сельсовета села Раево и в 8 км к юго-западу от райцентра посёлка Земетчино, остановочный пункт 109 км на ж/д линии Кустарёвка — Вернадовка.

## История
Основан как выселок из д. Пешей на базе помещичьей экономии. В 1913 г. – деревня в составе Земетченской волости Моршанского уезда Тамбовской губернии.
затем отделение совхоза, поселок Земетчинского сахарного комбината. 
С 1928 года деревня в составе Усердинского сельсовета Земетчинского района Тамбовского округа Центрально-Чернозёмной области (с 1939 года — в составе Пензенской области). В 1934 г. – отделение совхоза, поселок Земетчинского сахарного комбината. С 2010 года село в составе Раевского сельсовета.
На 1 января 2004 года на территории села действовало 48 хозяйств, 157 жителей.

## Население
| 1897 | 1926 | 1936 | 1959 | 1979 | 1989 | 1996 |
| ---- | ---- | ---- | ---- | ---- | ---- | ---- |
| 60   | ↗80  | ↗195 | ↗327 | ↘264 | ↘202 | ↘174 |
| 2002 | 2010 |      |      |      |      |      |
| ↘160 | ↘99  |      |      |      |      |      |